# Dżazirat Mukadur
Dżazirat Mukadur (arab. ‏جزيرة موكادور‎, Ǧazīrat Mūkādūr; fr. Île de Mogador) – główna wyspa Wysp Purpurowych, położona naprzeciwko As-Suwajry w Maroku. Ma około 3 kilometry długości i 1,5 kilometra szerokości, oddalona jest około 1,5 kilometra od plaży w As-Suwajrze. 
Kartagiński żeglarz Hannon odwiedził i założył osadę na tym terenie w V wieku p.n.e. Na wyspie zostały odnalezione także przedmioty fenickie.
Przy końcu I wieku p.n.e. albo na początku I wieku n.e. Juba II założył fabrykę purpury tyryjskiej, w której przetwarzano muszle ślimaków morskich. Na wyspie odkryto także pozostałości rzymskiego domu z fundamentami, w którym znajdowały się przedmioty i monety.
W 1844 roku francuska marynarka wojenna zajęła wyspę po wczęsniejszym ostrzelaniu miasta Mogador. 
Wyspa jest rezerwatem przyrody i nie może być zwiedzana bez oficjalnego upoważnienia.